# Hansa-Brandenburg W.11
L'Hansa-Brandenburg W.11 era un idrocaccia biplano a scarponi sviluppato dall'azienda tedesco imperiale Hansa und Brandenburgischen Flugzeugwerke GmbH negli anni dieci del XX secolo e rimasto allo stadio di prototipo.

## Storia del progetto
Nel 1916 Ernst Heinkel, allora direttore dell'ufficio tecnico della Hansa und Brandenburgische Flugzeug-Werke, ideò una rivoluzionaria soluzione tecnica: un'insolita struttura che aveva il compito di collegare le ali superiori ed inferiori nei velivoli a velatura biplana, realizzata collegando quattro sottostrutture a V costituite da tubi d'acciaio saldati ed uniti tra loro al centro dello spazio tra le due semiali a formare una "stella". La soluzione, nelle intenzioni del progettista, doveva garantire una maggiore penetrazione aerodinamica per l'eliminazione dei tiranti in cavetto d'acciaio offrendo inoltre, al prezzo di un maggior peso complessivo, una maggiore robustezza rispetto alla soluzione tradizionale.
Questa soluzione tecnica inizialmente adottata sul caccia terrestre D.I venne trasferita anche sull'idrovolante a scarponi KDW. Appena si rese disponibile il nuovo motore Benz Bz.IV da 200 PS (147 kW) Heinkel tentò di sviluppare ulteriormente il KDW rinforzando la cellula adattandola alla maggior potenza disponibile, ma i risultati non furono considerati soddisfacenti ed il suo sviluppo venne abbandonato dopo solo tre esemplari realizzati.

## Descrizione tecnica
L'Hansa-Brandenburg W.11 era un idrovolante dall'aspetto, per la sua epoca, convenzionale: idrovolante monoposto con configurazione a scarponi abbinato ad una velatura biplana e motore collocato in configurazione traente.
La fusoliera, realizzata con struttura in legno, era caratterizzata da un singolo abitacolo aperto destinato al pilota. Posteriormente terminava in un impennaggio classico monoderiva caratterizzato dall'elemento verticale di forma squadrata che si estendeva verso l'anteriore con una vistosa pinna dorsale abbinato agli elementi orizzontali controventati e di forma triangolare. Sotto la struttura erano collegati, tramite un castello tubolare, i due grandi galleggianti.
La configurazione alare era biplana, caratterizzata dall'ala superiore, posizionata alta a parasole, di ugual apertura dell'inferiore, posizionata bassa sulla fusoliera e leggermente disassata verso coda, collegate tra loro dal caratteristico complesso di montanti "a stella" già sperimentato da Heinkel nel modello "terrestre" KD (identificato D.I dalle convenzioni Idflieg).
La propulsione era affidata ad un motore Benz Bz.IVa, un 6 cilindri in linea raffreddato a liquido capace di erogare una potenza pari a 220 CV (164 kW), posizionato all'apice anteriore della fusoliera caratterizzato dall'impianto di scarico "a corno di rinoceronte" ed abbinato ad un'elica bipala in legno a passo fisso.
L'armamento era composto da una coppia di mitragliatrici LMG 08/15 Spandau calibro 7,92 mm posizionate in caccia.